# Kavarskas
Kavarskas è una città del distretto di Anykščiai della contea di Utena, nel nord-est della Lituania. Secondo un censimento del 2007, la popolazione ammonta a 707 abitanti, il che la rende la quarta città (tra le principali) più piccola del Paese baltico. È attraversata dal fiume Šventoji, su cui è stato costruita una grande banchina che ha canalizzato parte del corso d’acqua verso il fiume Nevėžis.
Non è molto distante da Ažuožeriai, Kurkliai e Traupis.
Costituisce il centro di riferimento dell’omonima seniūnija.

## Storia

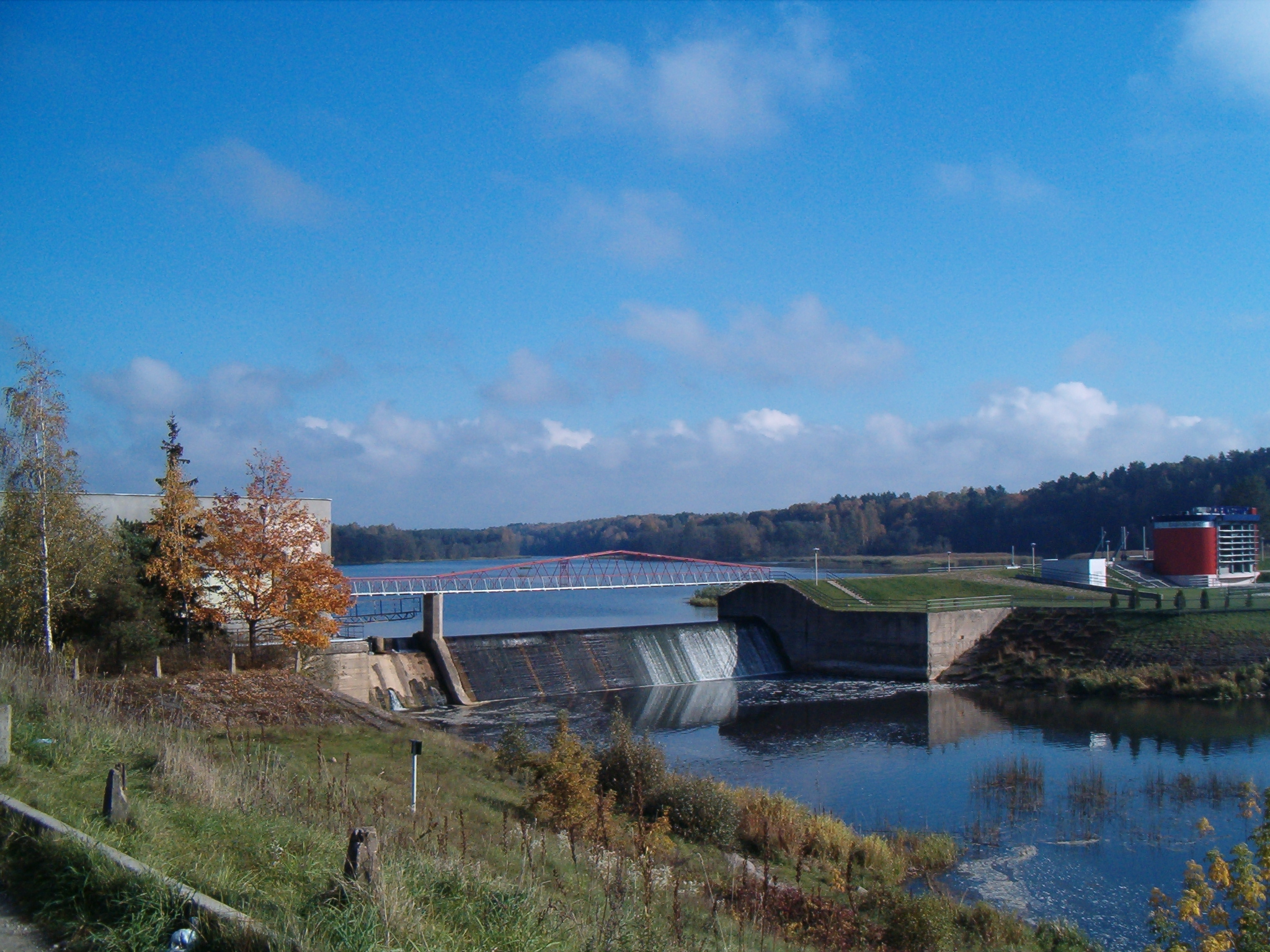
Ponte sul fiume locale

Esattamente dove sorge l’attuale centro abitato, nel XV secolo si ergeva il maniero del Piccolo Pienionys (traduzione letterale dal lituano Mažieji Pienionys). Alla fine di quel secolo, il Granduca di Lituania Alessandro Jagellone trasferì la proprietà a Stanislovas Kovarskis, tesoriere del re. Non avendo successori, la proprietà fu ereditata dal fratello Andrius Kovarskis, canonico della Cattedrale di Vilnius: a seguito di tale evento, il nome passò da piccolo Pienionys a Kavarskas.
Atti ufficiali riportano per la prima volta la parola Kavarskas nel 1538, anno di costruzione della chiesa locale. 
La città conobbe così un periodo di espansione e il possesso della stessa passò da casata a casata nel corso dei secoli.
Durante l’estate del 1941, la popolazione ebraica fu massacrata in esecuzioni di massa perpetrate dalle truppe tedesche e dai nazionalisti lituani. La medesima sorte toccò anche al vicino centro di Kurkliai. 
Il riconoscimento ufficiale come città avvenne nel 1956 sotto l’occupazione sovietica, perdurata fino all’indipendenza della Lituania nel 1991.